# Sanfeliu
Sanfeliu es un barrio de Hospitalet de Llobregat, en el área metropolitana de Barcelona (España). Está clasificado territorialmente dentro del distrito I, junto con El Centre y Sant Josep. Geográficamente, limita al sur con el barrio de El Centre; al oeste, con la ciudad de Cornellá de Llobregat; al norte, con Esplugas de Llobregat, y al este, con el barrio de Can Serra.
La vida ciudadana se articula sobre todo alrededor del paseo de los Cerezos y de la plaza de las Comunidades. Este espacio público es el escenario de la fiesta mayor, que tiene lugar hacia San Juan, de la fiesta de Carnaval y de gran parte de los eventos populares relacionados con el tejido asociativo. El centro cultural también es uno de los marcos de gran parte de las actividades.

## Transporte público
El barrio cuenta con la estación de metro de Can Boixeres de la línea 5 y la red de buses de la ciudad.